# Hilde Müller (Schauspielerin)
Hildegard Elisabeth Martha „Hilde“ Müller (* 16. November 1902 in Berlin; † 30. Dezember 1971 in San Antonio, Texas) war eine deutsche Schauspielerin und Kinderdarstellerin des frühen Stummfilms.

## Leben und Wirken
Hilde war eine Tochter des aus Stettin stammenden Schauspielers und Opernsängers Franz Müller (1862–1905) und seiner Ehefrau Elisabeth geb. Ostwald. Schon als Kleinkinder kamen Hilde und ihre Schwester Lotte über ihre Eltern in Kontakt mit der Bühnen- und Filmwelt. 1921 schrieb Hilde, wie sie zum Theater stieß: Beinahe auf der Bühne geboren, denn schon als schreiendes Gör von ¾ Jahren trug man mich in „Judith“ und „Wintermärchen“ auf die Bretterwelt. An gleicher Stelle sagte sie über ihr bevorzugtes Rollenfach: Für das Lustspiel habe ich nicht viel übrig, sondern liebe mehr das Charakterfach.
Ab 1910 folgten zahllose Kinderrollen im frühen Stummfilm, oftmals an der Seite ihrer Schwester Lotte. Hildes Partner vor der Kamera waren so arrivierte Schauspielergrößen wie Viggo Larsen, Max Mack, Wanda Treumann, Emil Jannings und immer wieder Henny Porten, deren Tochter Hilde zumeist verkörperte. Anfang der 1920er Jahre zog sich die Jungmimin wieder vom Film zurück. 1922 schloss sie eine Ehe mit dem holländischen Filmregisseur Louis Ledeboer; diese Ehe wurde 1926 wieder geschieden. 1928 heiratete sie den Kapellmeister Walter Popper. Im selben Jahr wurde Tochter Evelyn geboren. Später wurde die Ehe geschieden. 1950 wanderte Hilde Müller über Schweden in die USA aus und starb dort 1971.
Hilde Müller wird gelegentlich mit einer anderen, 1920 geborenen Hildegard Müller verwechselt, die 1937 in dem Film Daphne und der Diplomat mitgewirkt hat.

## Filmografie
- 1910: Ein Unglück in der Kinderstube
- 1911: Friedel, der Geiger
- 1911: Briefkasten an den lieben Gott
- 1911: Mütter, verzaget nicht
- 1911: Madame Potiphar
- 1912: Ein Lebenslied
- 1913: Kasperl-Lotte
- 1914: Ihr Unteroffizier
- 1915: Ein echt deutscher Sieg
- 1916: Der kleine Detektiv
- 1917: Ein Lebenslied
- 1919: Die Schuld
- 1919: Rose Bernd
- 1920: Anna Boleyn
- 1921: Der Gang durch die Hölle